# Poiana (Motoșeni), Bacău
Poiana este un sat în comuna Motoșeni din județul Bacău, Moldova, România.